# Dolny Piórków
Dolny Piórków – część wsi Piórków w Polsce, położona w województwie świętokrzyskim, w powiecie opatowskim, w  gminie Baćkowice.
W latach 1975–1998 Dolny Piórków administracyjnie należał do województwa tarnobrzeskiego.